# Eclipsa de Lună din 10 ianuarie 2020
O eclipsă de Lună prin penumbră s-a produs la 10 ianuarie 2020. A fost prima dintre cele patru eclipse prin penumbră din anul 2020.
De la eclipsă au trecut 5 ani, 51 zile.

## Vizibilitate
Dacă cerul era senin, eclipsa a putut fi observată, în întregime, de pe teritoriul României. 
Eclipsa a început la ora 17:07:45 UTC / 19:07:45 TLR (Timpul Legal Român), a avut faza maximă la ora 19:09:59 UTC / 21:09:59 TLR și a luat sfârșit la ora 21:12:19 UTC / 23:12:19 TLR. Durata eclipsei, de la primul la ultimul contact, a fost de 4 ore 4 minute și 34 de secunde.
| Pământul văzut de pe Lună în timpul fazei maxime a eclipsei din 10 ianuarie 2020 |
| Harta vizibilității eclipsei de Lună din 10 ianuarie 2020                        |

## Galerie de imagini

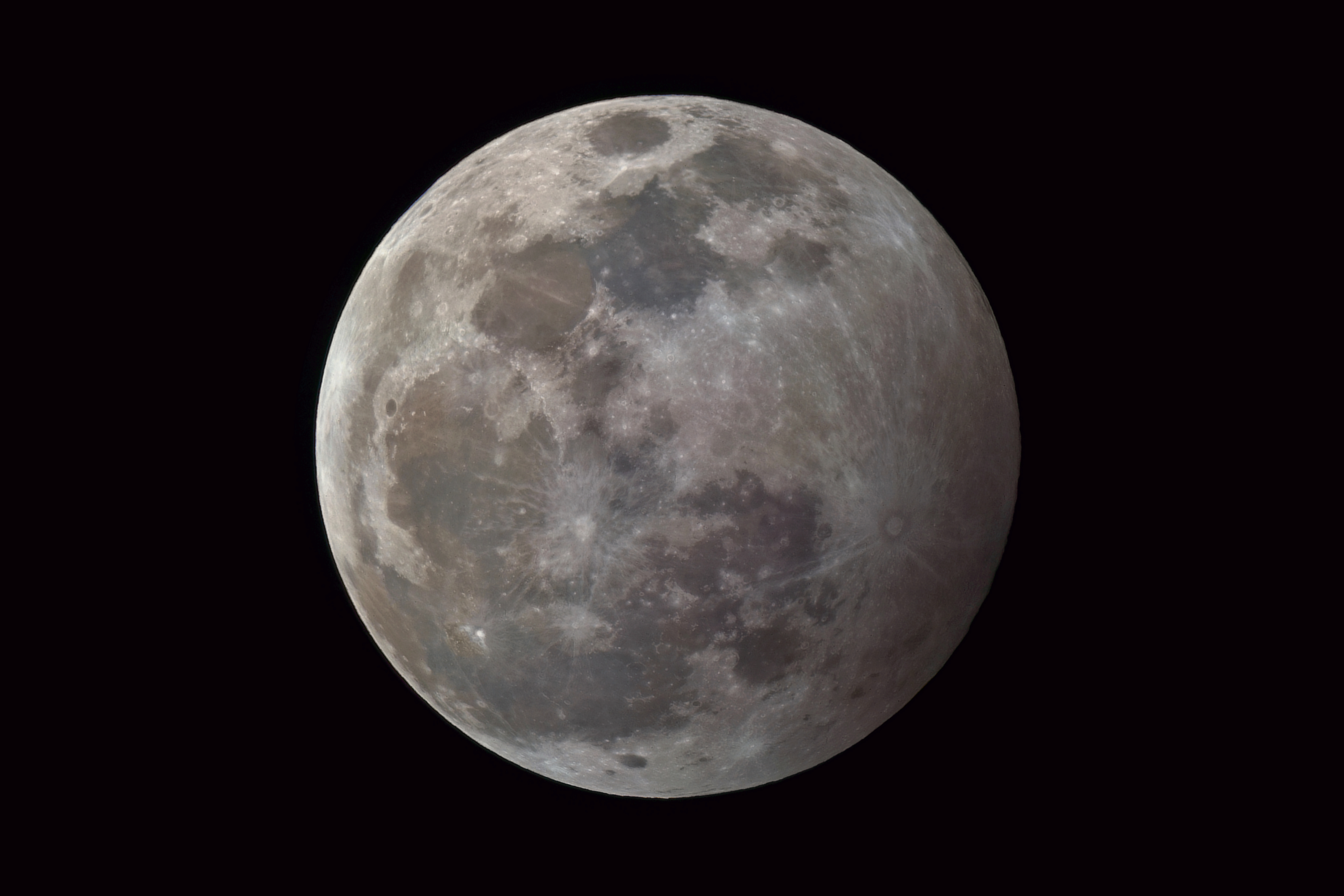
Oria, Apulia, Italia, 18:09 UTC
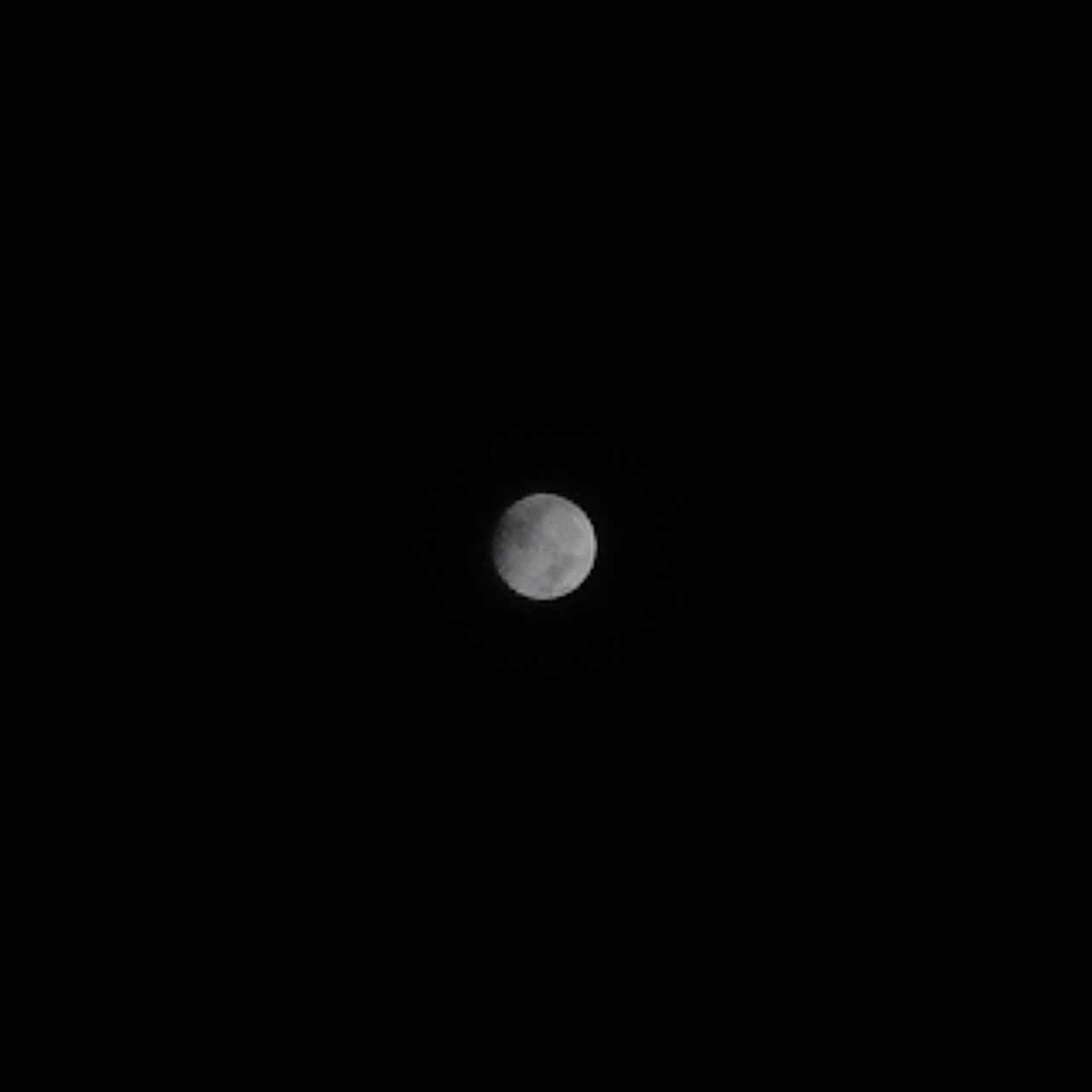
San Jose del Monte, Filipine, 18:47 UTC
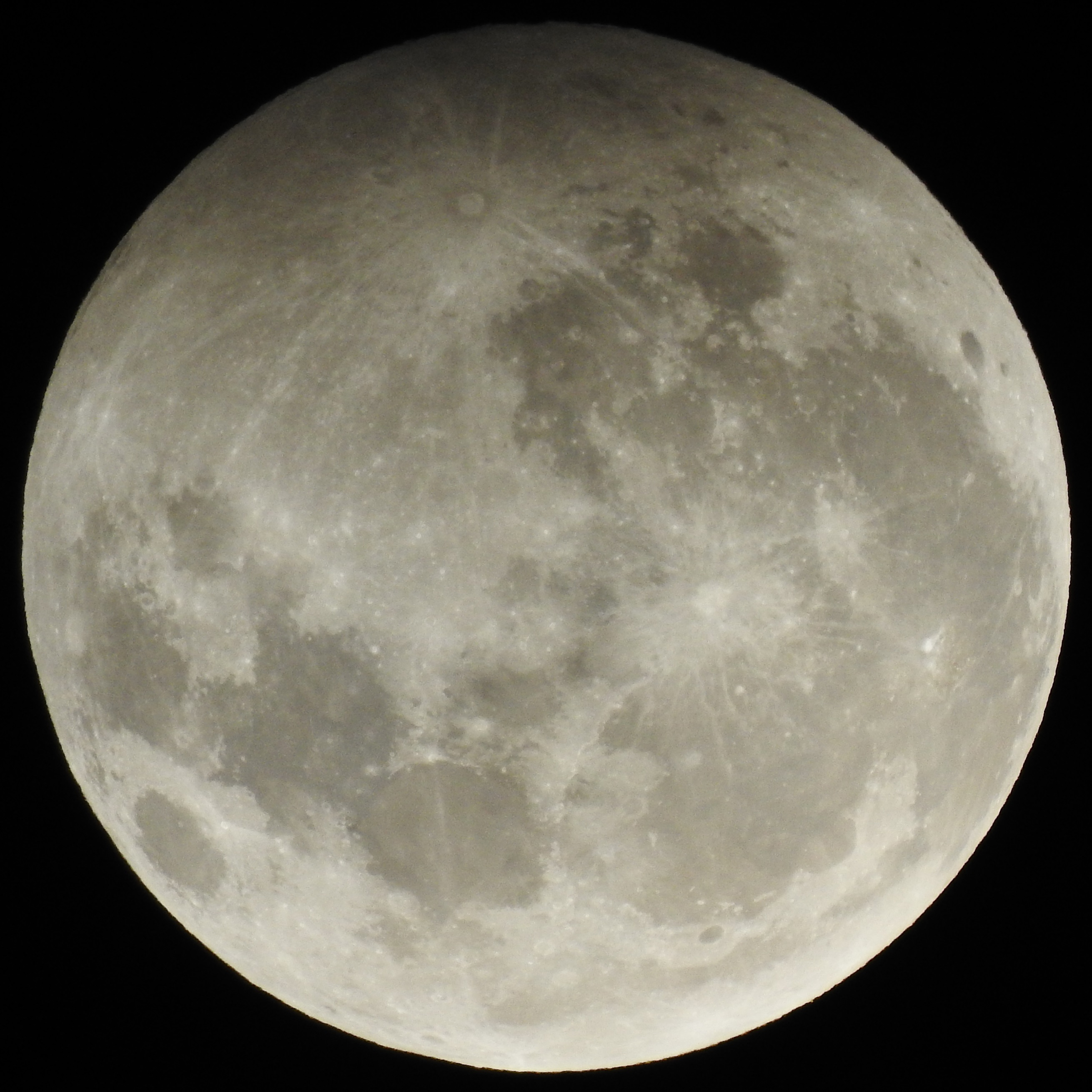
Colombo, Sri Lanka, 19:03 UTC
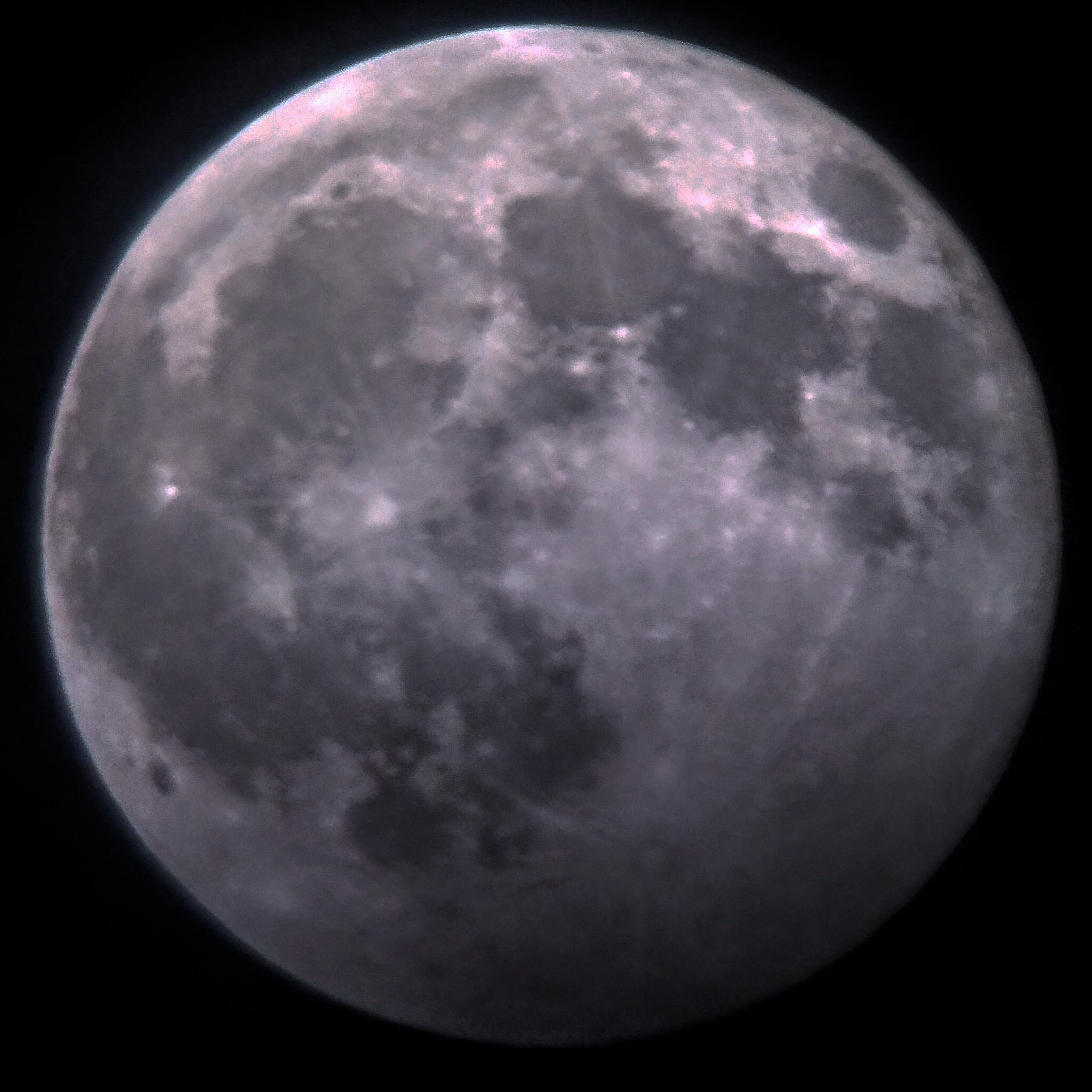
Ham, Belgia, 19:08 UTC
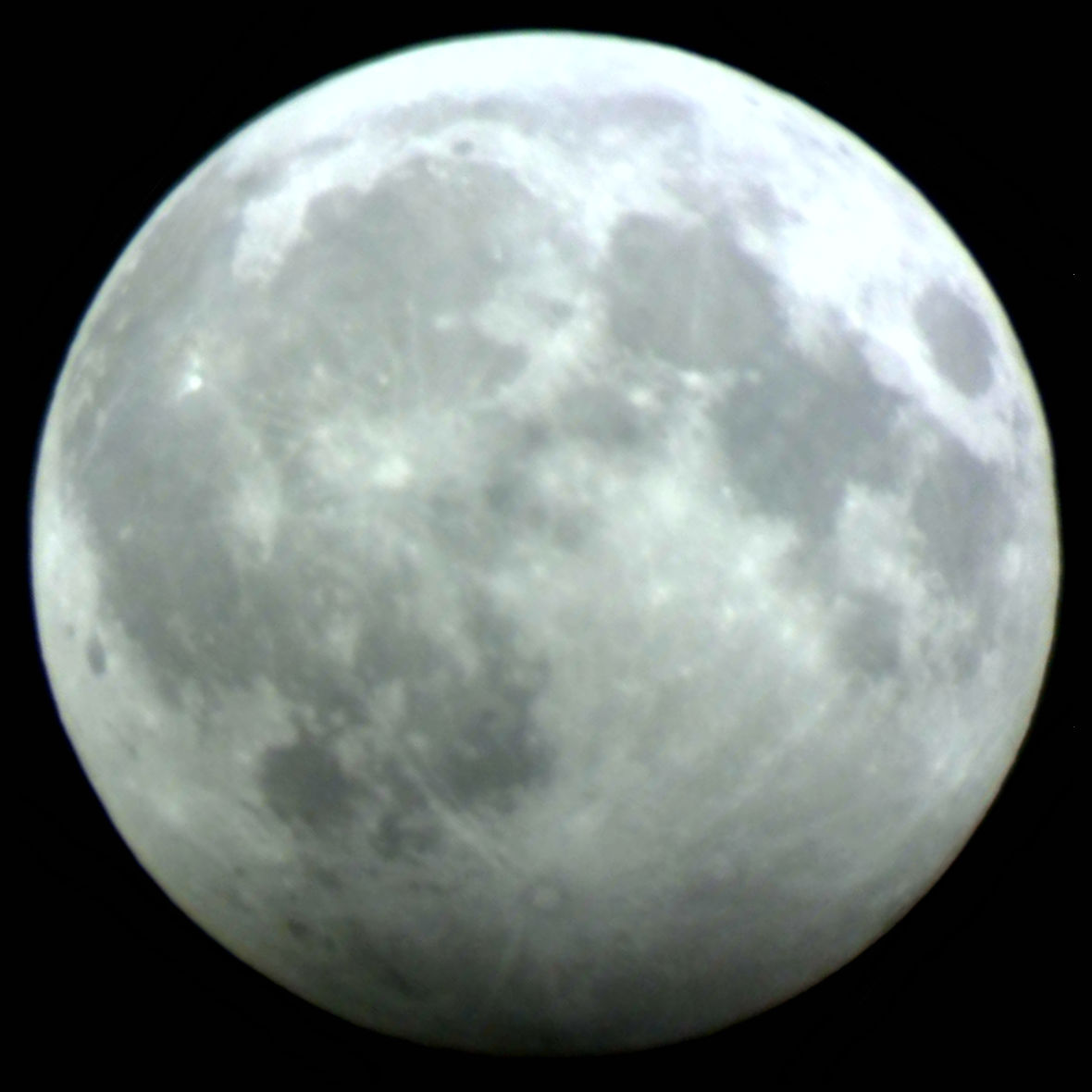
Tilehurst, Regatul Unit, ~19:30 UTC
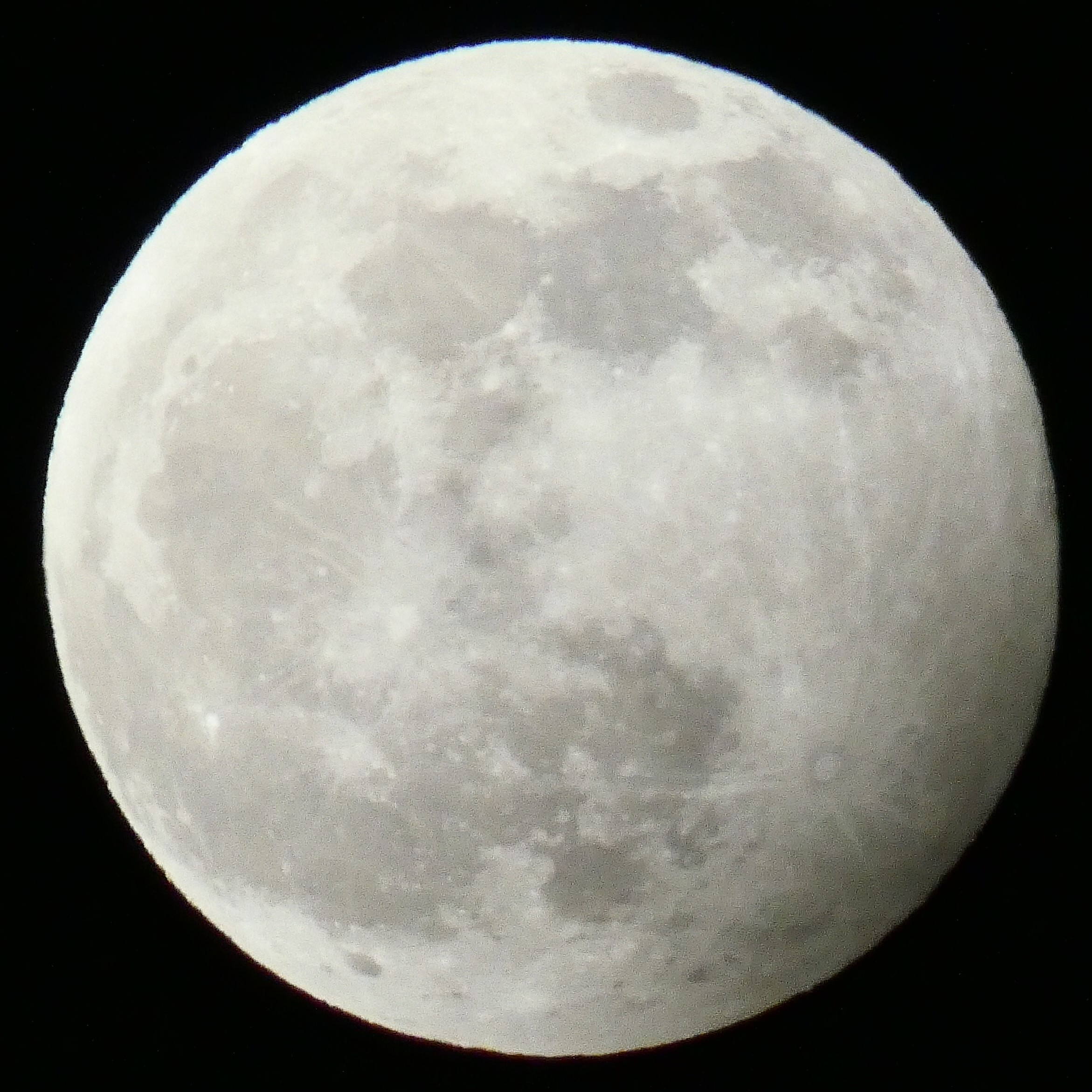
Pamplona, Spania, 20:20 UTC

## Eclipse în 2020
- Eclipsa de Lună prin penumbră din 10 ianuarie.
- Eclipsa de Lună prin penumbră din 5 iunie.
- Eclipsa inelară de Soare din 21 iunie.
- Eclipsa de Lună prin penumbră din 5 iulie.
- Eclipsa de Lună prin penumbră din 30 noiembrie.
- Eclipsa totală de Soare din 14 decembrie 2020.

## Serii Saros
Eclipsa de Lună din 10 ianuarie 2020 face parte din Ciclul Saros 144.